# Jubainville
Jubainville (1801 noch mit der Schreibweise Subainville) ist eine französische Gemeinde mit 89 Einwohnern (1. Januar 2022) im Département Vosges in der Region Grand Est (bis 2015 Lothringen). Sie gehört zum Arrondissement Neufchâteau und zum Gemeindeverband L’Ouest Vosgien.

## Geografie

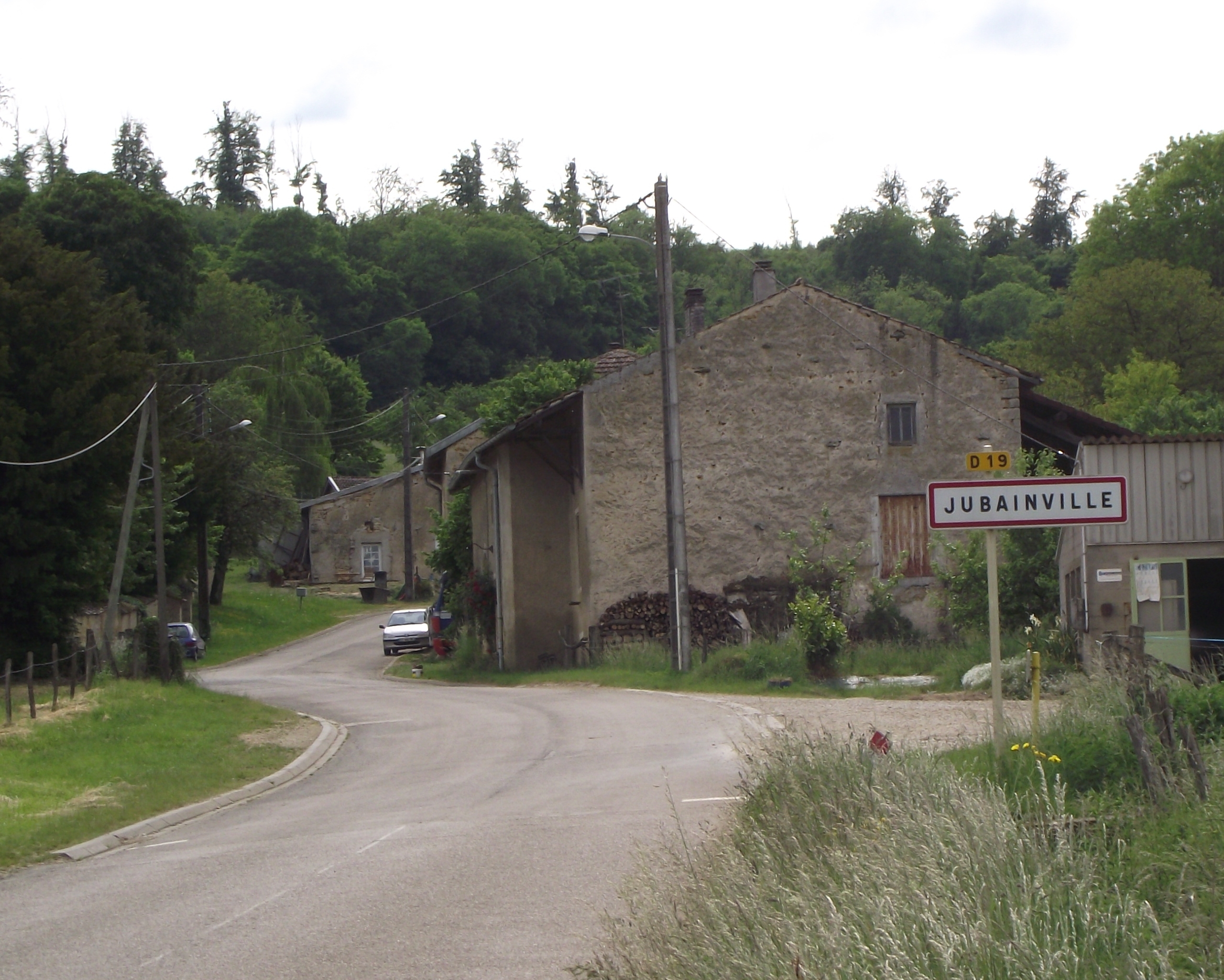
Ortseingang Jubainville

Die Gemeinde liegt etwa 15 Kilometer nördlich von Neufchâteau und etwa 32 Kilometer südwestlich von Toul im Südwesten Lothringens. Durch die Gemeinde Jubainville fließt in Süd-Nord-Richtung der Ruisseau des Chaudrons, der sich an der Nordspitze der Gemeinde mit dem Ruisseau de l’Orge zum Ruisseau de Ruppes vereinigt, der dann wenige Kilometer flussabwärts in die Maas mündet. Die höchste Erhebung im Gemeindegebiet bildet eine namenlose Höhe (421 Meter ü.d.M) in einem Waldgebiet (Bois Brûlé) an der Grenze zur Gemeinde Maxey-sur-Meuse. Nachbargemeinden von Jubainville sind Sauvigny (Département Meuse) im Norden, Clérey-la-Côte im Nordosten, Ruppes im Osten, Soulosse-sous-Saint-Élophe im Süden, Maxey-sur-Meuse im Westen sowie Brixey-aux-Chanoines (Département Meuse) im Nordwesten.

## Bevölkerungsentwicklung
| Jahr      | 1962 | 1968 | 1975 | 1982 | 1990 | 1999 | 2010 | 2021 |
| Einwohner | 95   | 71   | 78   | 77   | 89   | 68   | 84   | 91   |

Im Jahr 1841 wurde mit 322 Bewohnern die bisher höchste Einwohnerzahl ermittelt. Die Zahlen basieren auf den Daten von cassini.ehess und INSEE.

## Sehenswürdigkeiten

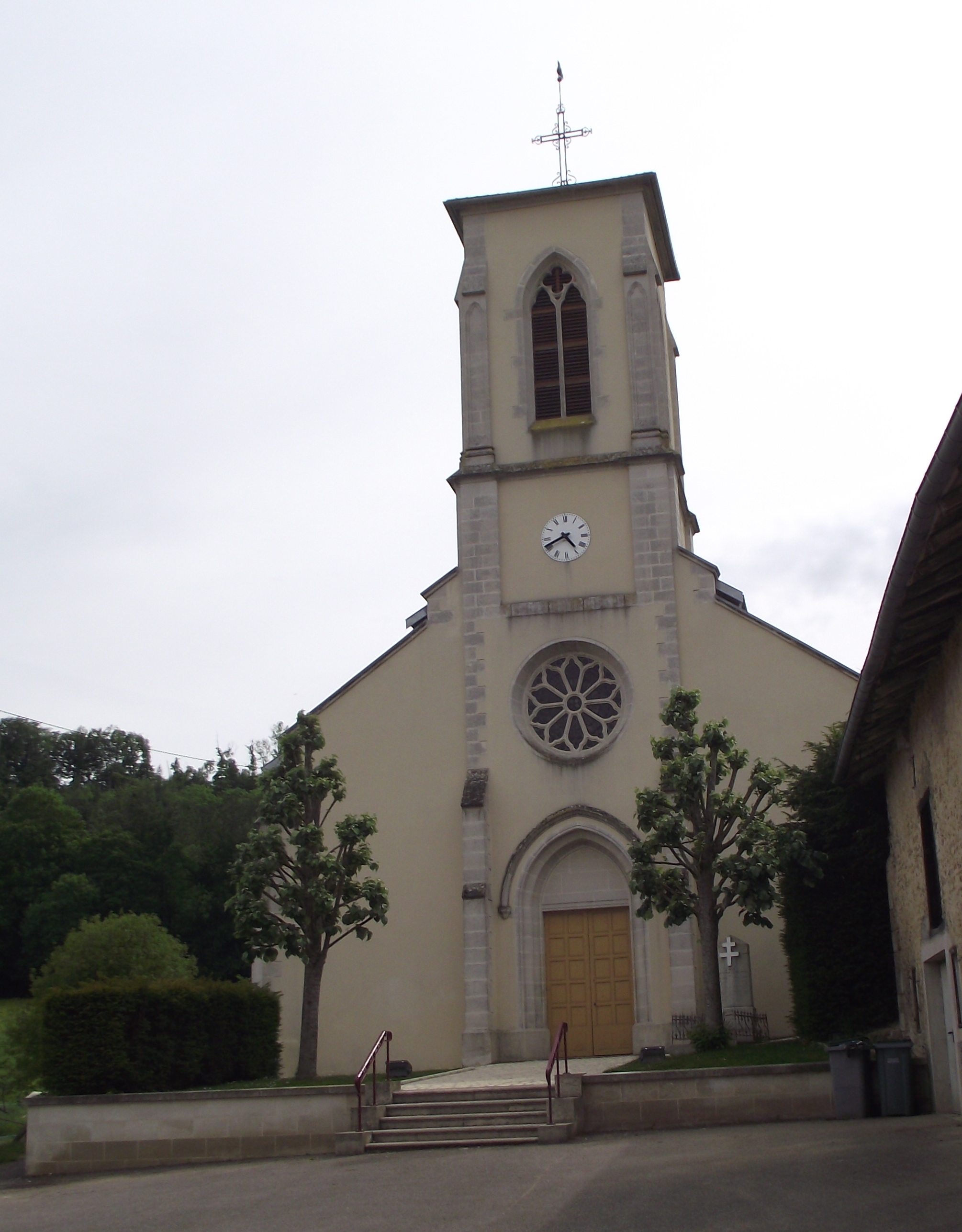
Kirche Saint-Euchaire
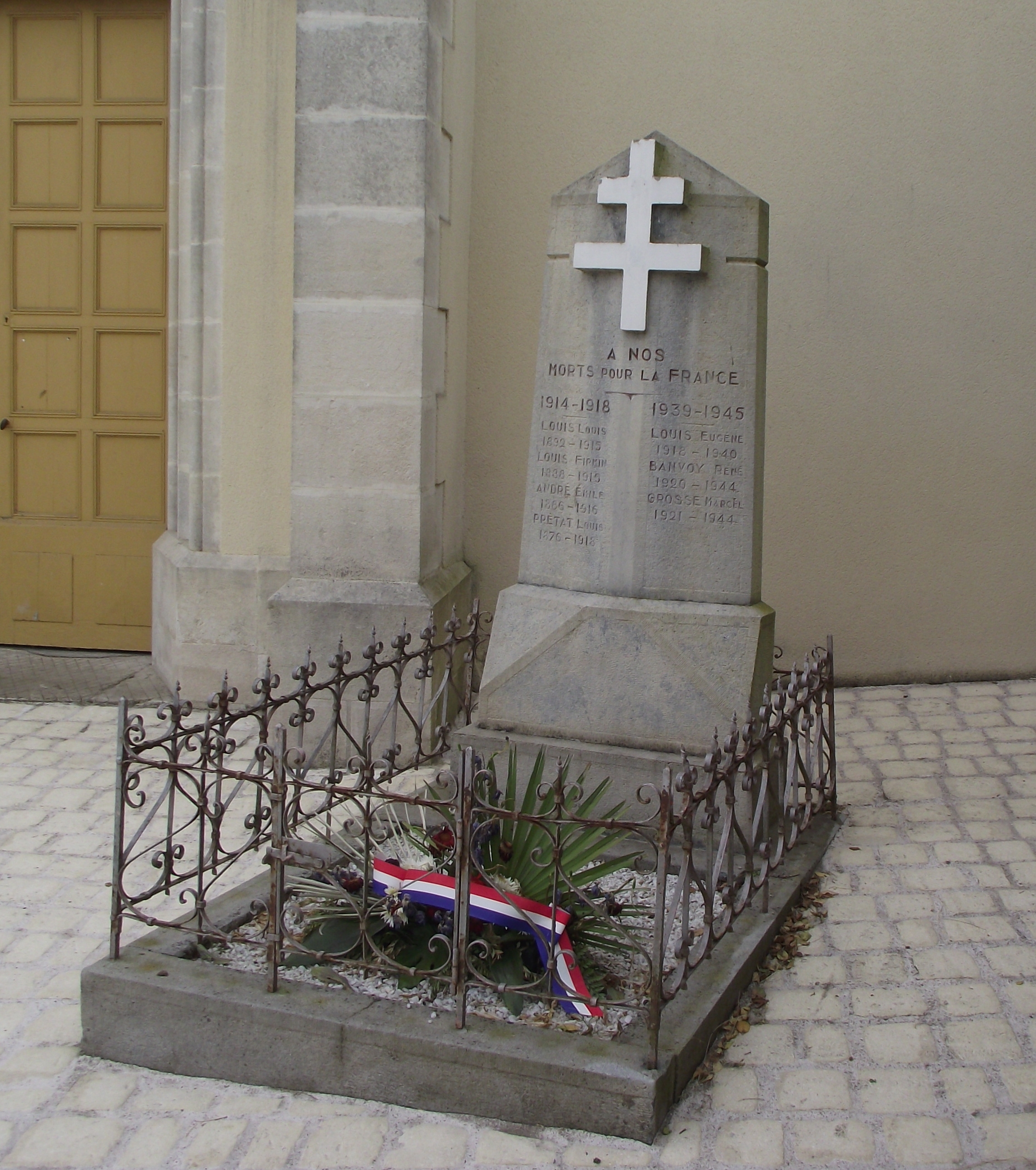
Gefallenendenkmal
- Brunnen
- Wegkreuz

- Kirche Saint-Euchaire
- Gefallenendenkmal

## Wirtschaft und Infrastruktur
In Jubainville dominiert nach wie vor die Landwirtschaft, insbesondere die Rinderhaltung sowie der Getreideanbau.
Jubainville liegt an der Hauptstraße D 19 von Greux nach Autreville. 15 Kilometer nordöstlich besteht ein Anschluss an die Autoroute A 31.

## Belege
1. ↑  Ortsname auf cassini.ehess.fr (französisch)
2. ↑  Jubainville auf cassini.ehess
3. ↑  Jubainville auf INSEE
4. ↑  Landwirtschaftsbetriebe auf annuaire-mairie.fr (französisch)